# Cornouaille
Cornouaille vagy Cornwall Bretagne történelmi régiója Franciaország északnyugati részén.

## Leírás
Francia neve megegyezik a Cornwall Hercegség nevével, mivel e térség alapítói hozták létre Anglia régióját is. Abban az időben ugyanazt a nyelvet beszélték a Csatorna mindkét oldalán, de végül két különböző nyelvjárás fejlődött ki: a Brit-szigeten a korni, a kontinensen pedig a breton. Franciaországban azonban a brit Cornwallt „Les Cornouailles”-nak nevezik többes számban, hogy megkülönböztessék a két régiót.

## Fordítás
- Ez a szócikk részben vagy egészben  a   Cornouaille című portugál Wikipédia-szócikk ezen változatának fordításán alapul.  Az eredeti cikk szerkesztőit annak laptörténete sorolja fel. Ez a jelzés csupán a megfogalmazás eredetét és a szerzői jogokat jelzi, nem szolgál a cikkben szereplő információk forrásmegjelöléseként.